# 菅北浦
菅北浦（すげきたうら）は、神奈川県川崎市多摩区の地名。現行行政地名は菅北浦1丁目から菅北浦5丁目。住居表示実施済区域。

## 地理
多摩区の北西部に位置し、東と南に菅馬場、西に菅仙谷、北に菅と接している。

### 地価
住宅地の地価は、2025年（令和7年）1月1日の公示地価によれば、菅北浦2-8-2の地点で29万8000円/m²となっている。

## 歴史

### 沿革
- 1985年（昭和60年）2月12日 - 住居表示の実施に伴い、菅字馬場耕地、字北浦耕地、字北浦谷、字小谷の各一部を分離し、菅北浦1丁目から菅北浦5丁目を新設[5][7]。

## 世帯数と人口
2025年（令和7年）6月30日現在（川崎市発表）の世帯数と人口は以下の通りである。
| 丁目        | 世帯数    | 人口    |
| ----------- | --------- | ------- |
| 菅北浦1丁目 | 714世帯   | 1,263人 |
| 菅北浦2丁目 | 1,458世帯 | 2,678人 |
| 菅北浦3丁目 | 879世帯   | 1,561人 |
| 菅北浦4丁目 | 874世帯   | 1,972人 |
| 菅北浦5丁目 | 384世帯   | 766人   |
| 計          | 4,309世帯 | 8,240人 |

### 人口の変遷
国勢調査による人口の推移。
| 年                 | 人口  |
| ------------------ | ----- |
| 1995年（平成7年）  | 8,402 |
| 2000年（平成12年） | 8,552 |
| 2005年（平成17年） | 8,477 |
| 2010年（平成22年） | 8,494 |
| 2015年（平成27年） | 8,335 |
| 2020年（令和2年）  | 8,369 |

### 世帯数の変遷
国勢調査による世帯数の推移。
| 年                 | 世帯数 |
| ------------------ | ------ |
| 1995年（平成7年）  | 3,106  |
| 2000年（平成12年） | 3,297  |
| 2005年（平成17年） | 3,415  |
| 2010年（平成22年） | 3,713  |
| 2015年（平成27年） | 3,846  |
| 2020年（令和2年）  | 3,974  |

## 学区
市立小・中学校に通う場合、学区は以下の通りとなる（2022年3月時点）。
| 丁目        | 番・番地等       | 小学校             | 中学校               |
| ----------- | ---------------- | ------------------ | -------------------- |
| 菅北浦1丁目 | 1〜2番           | 川崎市立菅小学校   | 川崎市立菅中学校     |
| 菅北浦1丁目 | 3～12番          | 川崎市立東菅小学校 | 川崎市立中野島中学校 |
| 菅北浦2丁目 | 4～26番          | 川崎市立東菅小学校 | 川崎市立中野島中学校 |
| 菅北浦2丁目 | 1～3番           | 川崎市立菅小学校   | 川崎市立菅中学校     |
| 菅北浦3丁目 | 全域             | 川崎市立菅小学校   | 川崎市立菅中学校     |
| 菅北浦4丁目 | 12～14番         | 川崎市立南菅小学校 | 川崎市立南菅中学校   |
| 菅北浦4丁目 | 1～11番 15〜16番 | 川崎市立西菅小学校 | 川崎市立南菅中学校   |
| 菅北浦5丁目 | 6〜7番           | 川崎市立西菅小学校 | 川崎市立南菅中学校   |
| 菅北浦5丁目 | 1～5番           | 川崎市立東菅小学校 | 川崎市立中野島中学校 |

## 事業所
2021年（令和3年）現在の経済センサス調査による事業所数と従業員数は以下の通りである。
| 丁目        | 事業所数  | 従業員数 |
| ----------- | --------- | -------- |
| 菅北浦1丁目 | 16事業所  | 95人     |
| 菅北浦2丁目 | 38事業所  | 275人    |
| 菅北浦3丁目 | 28事業所  | 220人    |
| 菅北浦4丁目 | 19事業所  | 188人    |
| 菅北浦5丁目 | 7事業所   | 48人     |
| 計          | 108事業所 | 826人    |

### 事業者数の変遷
経済センサスによる事業所数の推移。
| 年                 | 事業者数 |
| ------------------ | -------- |
| 2016年（平成28年） | 109      |
| 2021年（令和3年）  | 108      |

### 従業員数の変遷
経済センサスによる従業員数の推移。
| 年                 | 従業員数 |
| ------------------ | -------- |
| 2016年（平成28年） | 649      |
| 2021年（令和3年）  | 826      |

## 施設
- 川崎市立西菅小学校
- 子之神社[18]

## その他

### 日本郵便
- 郵便番号 : 214-0008[3]（集配局 : 登戸郵便局[19]）

### 警察
町内の警察の管轄区域は以下の通りである。
| 丁目        | 番・番地等 | 警察署     | 交番・駐在所 |
| ----------- | ---------- | ---------- | ------------ |
| 菅北浦1丁目 | 全域       | 多摩警察署 | 菅交番       |
| 菅北浦2丁目 | 全域       | 多摩警察署 | 菅交番       |
| 菅北浦3丁目 | 全域       | 多摩警察署 | 菅交番       |
| 菅北浦4丁目 | 全域       | 多摩警察署 | 菅星ヶ丘交番 |
| 菅北浦5丁目 | 全域       | 多摩警察署 | 菅星ヶ丘交番 |